# روچون
روچون (به لاتین: Rowchun) یک منطقهٔ مسکونی در افغانستان است که در ولایت بدخشان واقع شده‌است.